# Myrrhentinktur

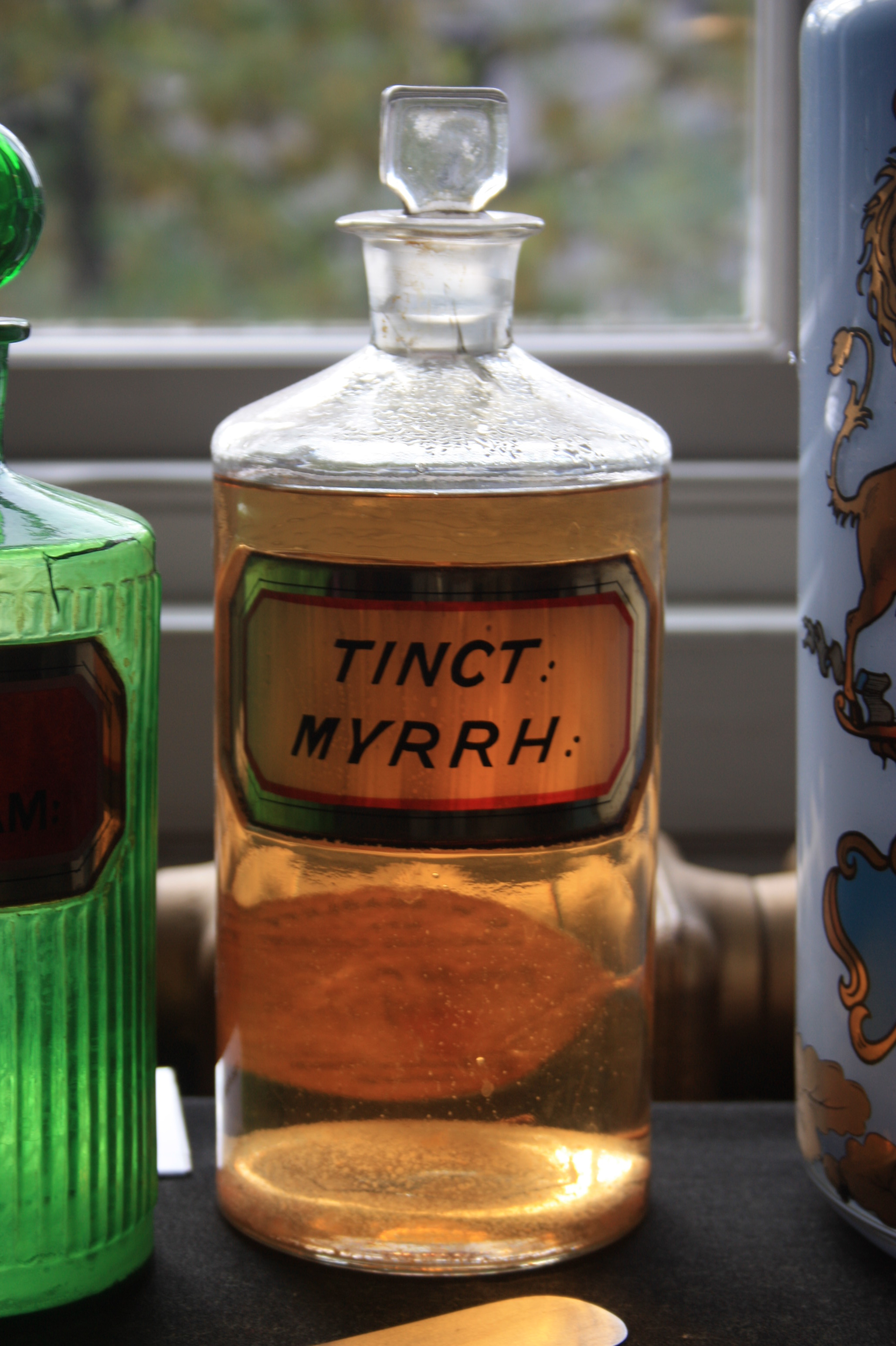
Eine alte Flasche Myrrhentinktur

Die Myrrhentinktur (lateinisch Tinctura Myrrhae) ist eine gelblichbraune klare Flüssigkeit, die aus Myrrhe hergestellt wird und zur Behandlung leichter Entzündungen der Mund- und Rachenschleimhaut eingesetzt wird.

## Herstellung
Myrrhentinktur wird aus 1 Teil Myrrhe und 5 Teilen 90%igem Ethanol durch Mazeration hergestellt.

## Geschichte
Geschichtliche Erwähnungen der Myrrhe als Heilpräparat gehen bis in das 15. Jahrhundert zurück, wo sie in der Andechser Apothekenliste erwähnt wird.

## Inhaltsstoffe und Wirkung
Myrrhentinktur enthält vorrangig Furanosesquiterpene wie Furanoeudesma-1,3-dien (Hauptbestandteil), Furanoeudesma-1,4-dien-6-on, Lindestren, Curzerenon, Furanodien, 2-Methoxyfuranodien und 4,5-Dihydrofuranodien-6-on, zusammen mit Sesquiterpenen wie α-Copaen, Elemen und Bourbounen. Furanoeudesma-1,3-dien zeigte analgetische Effekte, die durch Naloxon wieder aufgehoben werden konnten, was auf eine Bindung an Opioidrezeptoren hinweist. Des Weiteren wurden wachstumshemmende Wirkungen bei verschiedenen Bakterien nachgewiesen.

## Anwendung
Myrrhentinktur wird vorwiegend bei Entzündungen von Zahnfleisch und Mundschleimhaut (Gingivitiden, Stomatitiden) verwendet. Auch Prothesendruckstellen können damit behandelt werden. Myrrhentinktur wird unverdünnt auf die entsprechenden Stellen aufgetupft oder mit Wasser verdünnt zum Spülen oder Gurgeln im Mund und Rachenbereich  verwendet.